# Залесная улица (Казань)
Залесная улица — магистраль в Кировском районе города Казани, часть Горьковского шоссе, главная улица одноимённого посёлка.

## Расположение
Улица пролегает с востока на запад, начинаясь переходом с собственно Горьковского шоссе в начале посёлка Залесный и заканчиваясь на пересечении с двухуровневой развязкой Объездной дороги у посёлка Залесный-2.
Улицу пересекают Юдинская дорога, переходящая в Осиновскую улицу, а также несколько второстепенных улиц-переулков.

## Особенности
Это первая улица при въезде в Казань со стороны Нижнего Новгорода по «старой трассе» автодороги М7 «Волга». В начале 90-х годов XX века при строительстве четырёхполосной объездной дороги Залесная улица оставалась двухполосной, но ближе к концу 90-х стала шестиполосной магистралью.
До вхождения в состав Казани существовали три отдельные улицы: Ленина, Мира и Победы; 29 марта 1966 года эти три улицы, являвшиеся продолжением друг друга, были объединены в одну улицу (Залесная).
Улица имеет как частную застройку (в том числе коттеджную), так и многоэтажные жилые дома, первые из которых были построены в конце 1950-х – начале 1960-х годов.
В середине 2000-х годов было построено два подземных пешеходных перехода через улицу (у магазина «Бәхетле» и у остановки «КЭМП»), после реконструкции улицы в 2022 году планируется построить ещё три подземных пешеходных перехода.
Рядом с западным участком улицы есть несколько небольших водоёмов.

## Транспорт
Городские автобусы: 36, 36а, 46, 72.
Пригородные и междугородные автобусы: 110 (на Васильево), 104 (также на Зеленодольск) и другие.
Остановки на улице: Ремплер, КЭМП, Залесный, АЗС и Залесный-2.

## Объекты
- №№ 1, 3, 10, 16, 18, 20, 22, 24, 30а — жилые дома Казанского экспериментального механического завода.[5]

В начале улицы находится универсальный спорткомплекс «Олимпиец» Казанского училища олимпийского резерва — объект Казанской Универсиады 2013 года. Недалеко от пересечения с дорогой на Юдино расположен вокзал детской железной дороги и железнодорожный техникум. Рядом с этим пересечением находится крупный супермаркет татарстанской торговой сети «Бэхетле».

## Фотографии

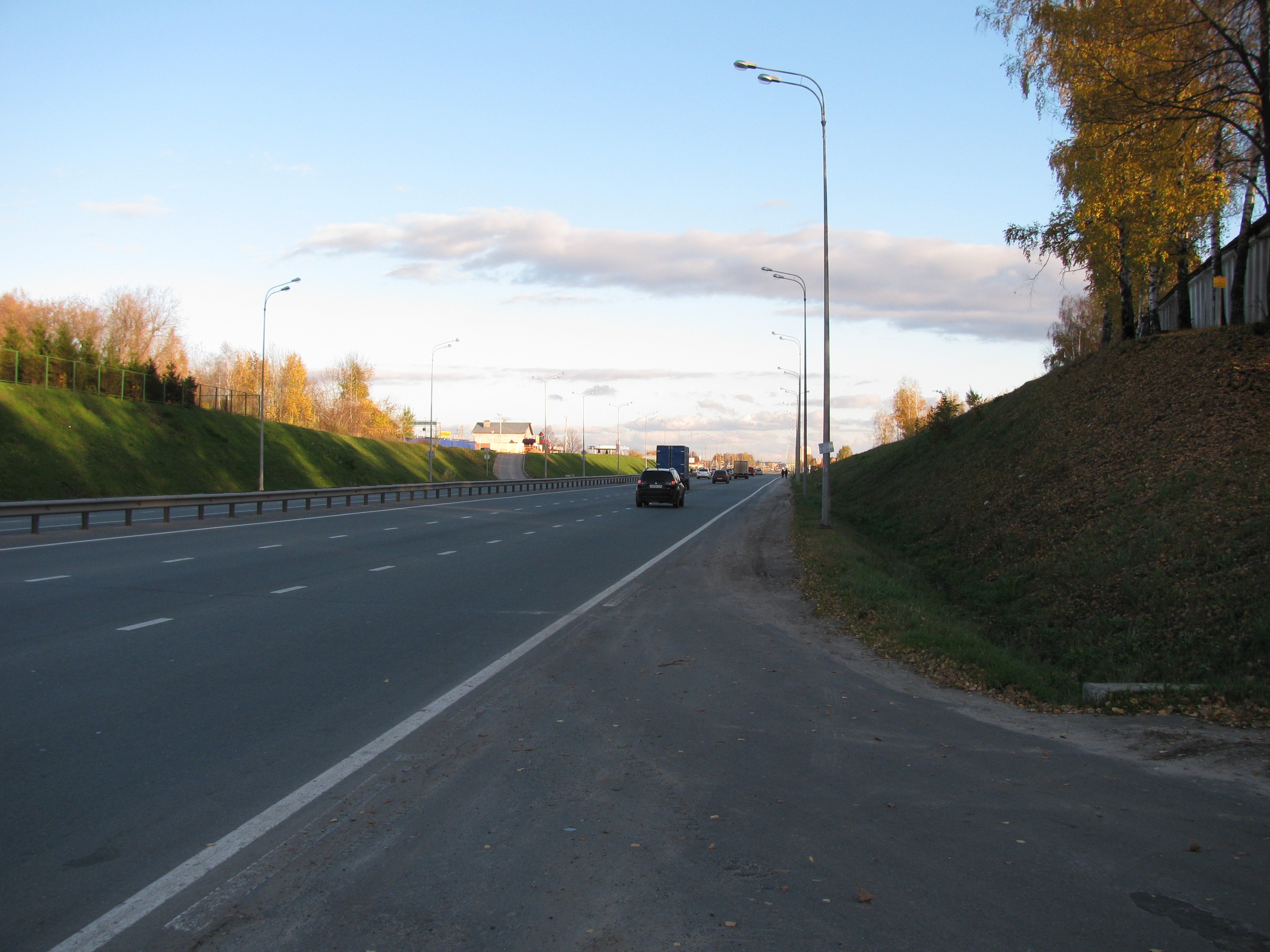
Проезжая часть у въезда в Казань
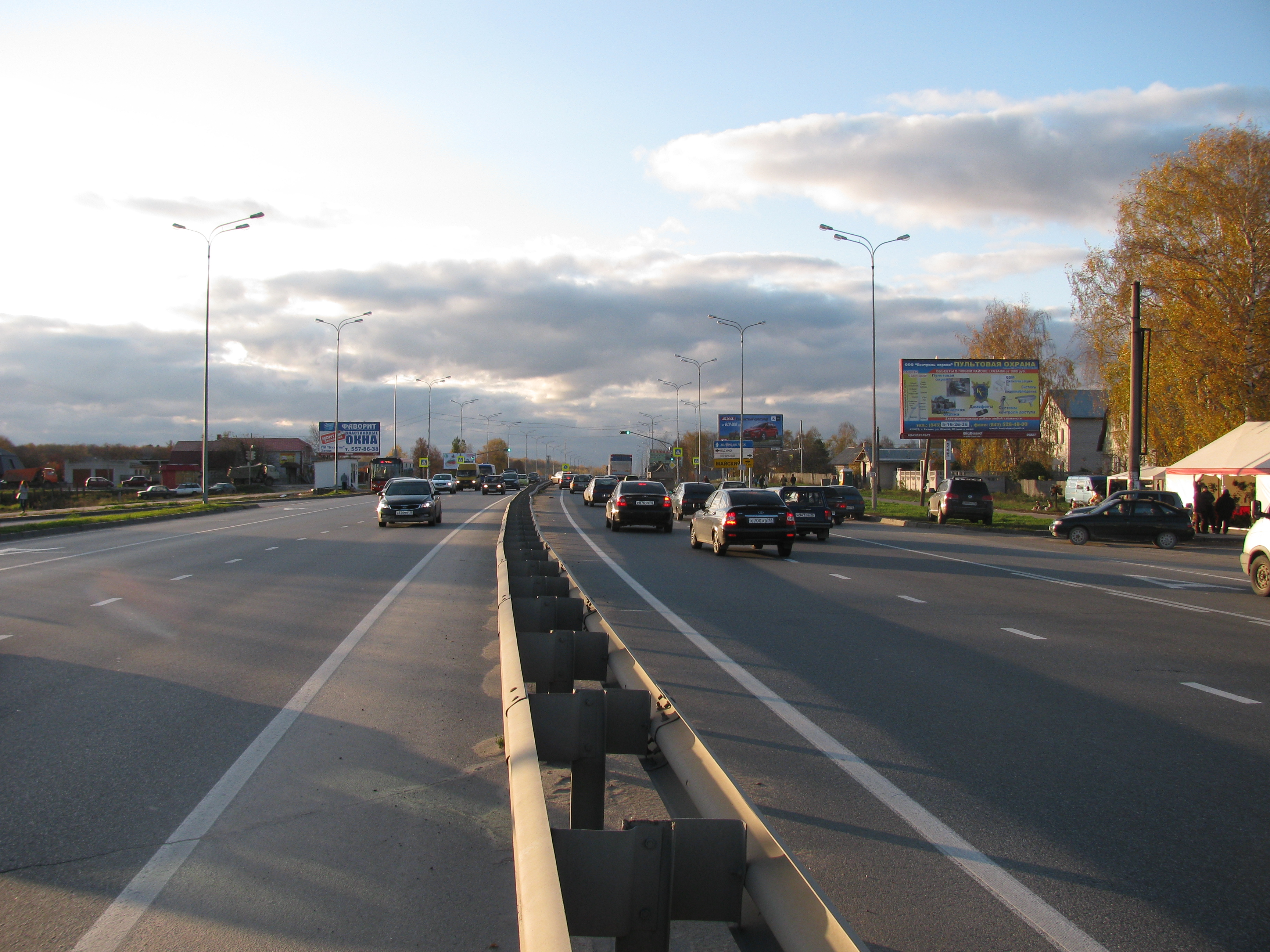
Проезжая часть
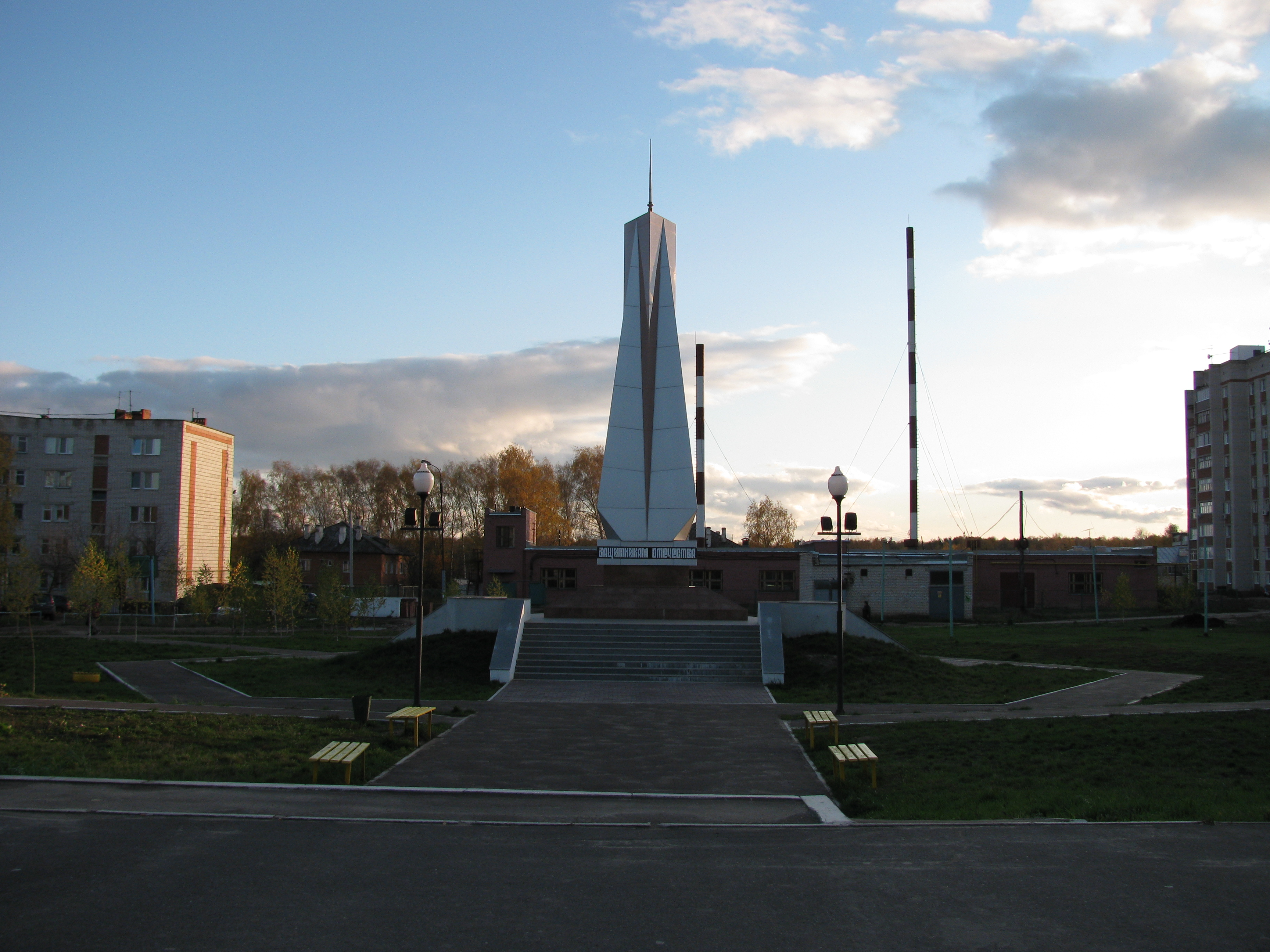
Памятник Защитникам Отечества